# Evan Crooks
Evan Crooks (Fresno, 15 luglio 1994) è un attore e modello statunitense famoso per aver interpretato il ruolo di Theo nella serie Diario di una nerd superstar e per quello di Miller in The Carrie Diaries.

## Biografia
Evan Crooks è nato a Fresno, Contea di Fresno in California.
Ha esordito come attore nel 2011 nel cortometraggio North Blvd. L'anno seguente ha recitato nel film televisivo A Halloween Puppy. Nel 2013 ha recitato nel ruolo di Miller nella serie The Carrie Diaries. In seguito ha recitato nel film Raised by Wolves (2014), nella serie Diario di una nerd superstar (2014-2015) e nei film Fun Mom Dinner (2017) e North Blvd (2018).
Ha partecipato a spot pubblicitari per Taco Bell e Coca-Cola e, in stampa, ha lavorato con marchi come Abercrombie & Fitch, Pottery Barn, Sony e EA Sports.

## Filmografia

### Cinema
- North Blvd, regia di Amy Esacove – cortometraggio (2011)
- Raised by Wolves, regia di Mitchell Altieri (2014)
- That Party That One Night, regia di Mylissa Fitzsimmons – cortometraggio (2016)
- Fun Mom Dinner, regia di Alethea Jones (2017)
- North Blvd, regia di Amy Esacove (2018)

### Televisione
- A Halloween Puppy, regia di Mary Crawford – film TV (2012)
- Grey's Anatomy (Grey's Anatomy) – serie TV, 1 episodio (2013)
- The Carrie Diaries (The Carrie Diaries) – serie TV, 6 episodi (2013)
- Mamma in un istante (Instant Mom) – serie TV, 1 episodio (2014)
- Diario di una nerd superstar (Awkward) – serie TV, 21 episodi (2014-2015)
- Casual (Casual) – serie TV, 5 episodi (2015)
- The Bluffs – serie TV, 1 episodio (2015)
- On Hiatus with Monty Geer – serie TV, 2 episodi (2016)
- Heathers – serie TV, 1 episodio (2018)

### Webserie
- Awkward. Webisodes – webserie, 3 episodi (2014)

## Riconoscimenti
- 2014 – Young Artist Award[3]
  - Miglior performance in una serie televisiva - Giovane attore guest star di anni 17-21 per Grey's Anatomy (ex aequo con Dominik Michon-Dagenais per 30 Vies)
  - Nomination  Miglior performance in una serie televisiva - Giovane attore ricorrente di anni 17-21 per The Carrie Diaries